# PGC 36871
LEDA/PGC 36871 ist eine leuchtschwache Spiralgalaxie vom Hubble-Typ Sc im Sternbild Löwe auf der Ekliptik, die schätzungsweise 193 Millionen Lichtjahre von der Milchstraße entfernt ist. Im selben Himmelsareal befinden sich u. a. die Galaxien NGC 3908, IC 735, IC 736, IC 737.